# Francesco Chiusuri
Francesco Chiusuri (Imola, inizio XVII secolo – Imola, 1729) è stato un pittore italiano.

## Vita e opere

### Vita
Francesco Chiusuri è stato un pittore imolese nato fra l'inizio e la metà del XVII secolo. Della sua vita sappiamo poco o niente, alcune fonti lo citano però come allievo di Carlo Cignani a Bologna. Le poche tele rimasteci, tutte per chiese imolesi, ce lo mostrano come un pittore poco originale abbastanza influenzato dalla grande scuola bolognese dei Carracci e Guido Reni.
Probabilmente in patria fu un pittore importante, infatti aveva una bottega e le commissioni non mancavano. Il suo allievo più prestigioso, a causa del quale conosciamo ancora oggi il nome di Francesco Chiusuri, fu il fiorentino Giovanni Domenico Ferretti.
La famiglia paterna di Ferretti era originaria di Imola e, per questo motivo, il pittore fiorentino si trovava nella città romagnola, dove nel 1702 fu messo a bottega del più celebre pittore locale, infatti il suo mecenate Ulisse Giuseppe Gozzadini, nobile bolognese, divenne Vescovo di Imola e lo condusse con sé prima ad Imola e poi a Bologna.

### Opere
Purtroppo la maggior parte dell'opera di Chiusuri è ormai dispersa ci rimangono però alcune pale d'altare tutte in chiese di Imola:
- L'Assunta con gli apostoli - Chiesa di San Pietro.
- Coronazione della Vergine delle Grazie - Chiesa dei Servi di Maria.
- Sant'Apollonia - Conservatorio delle Donzelle.
- La discesa dello Spirito Santo - Chiesa di Santo Spirito.
- I santi della religione benedettina - chiesa di Santa Maria in Regola.